# كوبا بيرو 1982
كوبا بيرو 1982 هو موسم من كوبا بيرو ‏. فاز فيه نادي أتليتيكو تورينو ‏.